# Jósa Bálint
Jósa Bálint (Budapest, 1980. szeptember 14. –) emberi jogi aktivista, tréner, projektmenedzser.

## Életrajz
Jósa Bálint magyar politológus és emberi jogi aktivista, aki több mint húsz éve tevékenykedik a civil szférában. Tanulmányait a Pécsi Tudományegyetemen végezte politológia szakon. Egyetemi évei alatt aktívan részt vett a hallgatói önkormányzat munkájában, és több közösségi program szervezésében is szerepet vállalt. Karrierjét 2005-ben kezdte a Rádió C-nél, ahol pályázati és adminisztrációs koordinátorként dolgozott.
A civil szférában szerzett tapasztalatai révén jelentős szerepet vállalt a kisebbségek jogainak védelmében, valamint a gyűlöletbeszéd elleni küzdelemben. Több magyar és nemzetközi NGO-ban töltött be vezető szerepet, többek között a Szubjektív Értékek Alapítvány kuratóriumi tagjaként és az Amnesty International Magyarország elnökségi tagjaként. Aktívan részt vett az Európa Tanács gyűlöletbeszéd-ellenes mozgalmában is.
Jósa Bálint az Empowering Minorities nevű szervezet projektmenedzsere, ahol a kisebbségek jogainak védelme és támogatása áll a középpontban.

## Tevékenységek és szervezeti tagságok
- Szubjektív Értékek Alapítvány: Kuratóriumi tag
- Amnesty International Magyarország: Elnökségi tag
- FARE és NOHATESPEECH: Kampányvezető
- Európai Ifjúsági Központ és Európa Tanács: Gyűlöletbeszéd-ellenes mozgalom aktivistája
- Empowering Minorities: Projektmenedzser

## Interjúk és róla szóló cikkek
1. Amnesty International interjú (2014): az Amnesty International munkájáról beszél, amelyben aktívan részt vett. A beszélgetésben kifejti, hogy milyen jelentőséggel bír a civil és emberi jogi szervezetek munkája, és hogyan próbálnak hatást gyakorolni a társadalmi igazságtalanságok elleni küzdelemben. Kitér a migrációval és emberi jogi kérdésekkel kapcsolatos tevékenységeire is.
2. Interjú a migrációról és interkulturális párbeszédről (2015): a migrációval kapcsolatos munkájáról beszélt. Részletesen kifejtette nézeteit az integráció fontosságáról, és arról, hogyan lehet elősegíteni a különböző kultúrák közötti párbeszédet. Emellett szó esett a közösségi projektek fontosságáról is, amelyek célja a társadalmi kohézió erősítése és a diszkrimináció elleni fellépés.
3. Interjú a közösségi kertészkedésről (2016): a közösségi kertészkedés fontosságáról beszél. Kifejtette, hogy a közösségi kertek nemcsak a fenntarthatóság előmozdításában játszanak fontos szerepet, hanem a közösségi kohézió erősítésében is. Részletezte, hogyan tudják az ilyen kezdeményezések összehozni a különböző hátterű embereket, és hogyan lehet a közösségi kertészkedés révén környezettudatos életmódot népszerűsíteni.
4. Interjú a civil aktivizmusról (2017): kifejtette, hogyan látja a civil társadalom szerepét a jelenkori Magyarországon. Hangsúlyozta, hogy a civil szervezetek és az egyéni aktivisták munkája elengedhetetlen a társadalmi változások előmozdításában. Szóba került az is, hogy milyen nehézségekkel néznek szembe a civil aktivisták, és hogyan lehetne növelni a közösségi részvételt.
5. Interjú a vállalkozói szellemről és szociális vállalkozásokról (2017): a szociális vállalkozások és a vállalkozói szellem fontosságáról beszélt. Részletesen kifejtette, hogyan lehet a vállalkozói gondolkodásmódot a társadalmi problémák megoldására alkalmazni, és milyen szerepe lehet a szociális vállalkozásoknak a helyi gazdaságok fellendítésében és a társadalmi egyenlőtlenségek csökkentésében.
6. Interjú a civil szervezetek szerepéről Magyarországon (2018): a magyarországi civil szervezetek helyzetéről és szerepéről beszél. Kiemeli, hogy mennyire fontos a társadalmi felelősségvállalás, és hogy a civil szféra milyen kihívásokkal szembesül a mindennapi munkában. Szó esik arról is, hogy a civil szervezetek miként járulhatnak hozzá a társadalmi változásokhoz, különösen a hátrányos helyzetű csoportok támogatásában.
7. Interjú a művészet és kultúra társadalmi szerepéről (2018): a művészetek és a kultúra társadalomra gyakorolt hatását vizsgálta. Beszélt arról, hogy a művészeti projektek és kulturális események hogyan képesek közösségeket formálni, és hogyan játszhatnak szerepet a társadalmi integrációban és az identitás erősítésében. Hangsúlyozta a kulturális sokszínűség fontosságát és az ezzel kapcsolatos kezdeményezéseket.
8. Interjú a társadalmi felelősségvállalásról (2018): a társadalmi felelősségvállalásról és az egyéni szerepvállalás fontosságáról beszélt. Kiemelte, hogy minden egyénnek és szervezetnek kötelessége aktívan részt venni a társadalmi problémák megoldásában, legyen szó a szegénység elleni küzdelemről, az oktatás fejlesztéséről vagy a környezetvédelemről. Az interjú során példákat is hozott arra, hogyan lehet ezeket a célokat elérni helyi szinten.
9. Interjú a közösségi média hatásairól (2018): a közösségi média társadalmi hatásairól beszél, különösen a fiatalokra gyakorolt befolyásáról. Kiemeli, hogy a közösségi média eszközei hogyan formálják a közösségi normákat és viselkedést, valamint hogy milyen kihívásokkal kell szembenézniük azoknak, akik a közösségi médiát társadalmi célok elérésére használják.
10. Interjú a fenntarthatóság és környezeti tudatosság témájában (2019): a fenntarthatósággal kapcsolatos projektjeiről beszélt. Részletesen kifejtette, hogy milyen kezdeményezésekkel próbálja ösztönözni a környezettudatos életmódot, és hogyan lehetne a helyi közösségeket bevonni a környezetvédelembe. Ezen kívül érintette a globális felmelegedés és a helyi akciók közötti kapcsolatot is.
11. Interjú a nemzetközi önkéntes munkáról (2019): a nemzetközi önkéntes munkában szerzett tapasztalatairól beszélt. Elmondta, hogy milyen élményekkel gazdagodott a különböző országokban végzett önkéntes tevékenységei során, és hogyan segítettek ezek a tapasztalatok a globális problémák iránti érzékenység kialakításában. Kiemelte, hogy az önkéntesség milyen hatással lehet a személyes fejlődésre és a világ különböző részeinek megismerésére.
12. Beszélgetés a mentálhigiénéről és lelki egészségről (2019): a mentális egészség fontosságáról és a lelki gondozásról beszélt. Kifejtette, hogyan segíthetnek a közösségi programok és az emberi kapcsolatok a mentális problémák kezelésében, és hangsúlyozta, hogy a mentálhigiénés támogatás kritikus jelentőségű lehet a társadalom minden rétegében.
13. Interjú a helyi termékek támogatásáról és a helyi gazdaság erősítéséről (2019): arról beszélt, hogy mennyire fontosnak tartja a helyi termékek és a kisvállalkozások támogatását. Részletesen kifejtette, hogyan lehet a helyi gazdaságot fellendíteni azzal, ha a fogyasztók előnyben részesítik a helyi termékeket, és hogyan lehet ezzel hosszú távú fenntarthatóságot biztosítani a közösségek számára.
14.  LMBT Történeti Hónap előadói interjú (2020): Politológusként és aktivistaként beszélt a civil társadalom szervezésében betöltött szerepéről, valamint az emberi jogi oktatás és az interkulturális munka jelentőségéről
15. Beszélgetés a társadalmi egyenlőtlenségekről (2020): a társadalmi egyenlőtlenségekről és azok hatásairól beszélt. Kiemelte, hogy a helyi közösségek milyen szerepet játszhatnak a hátrányos helyzetű csoportok támogatásában, és hogyan lehetne csökkenteni a társadalmi feszültségeket. Beszélt arról is, hogy milyen programokkal és kezdeményezésekkel próbálják elősegíteni az egyenlőséget és a befogadást.
16. Interjú a fenntarthatóságról és a közösségi munkáról (2020): a fenntarthatóság iránti elkötelezettségéről beszél, különösen a helyi közösségek fejlesztése kapcsán. Kiemeli, hogy mennyire fontosnak tartja a környezettudatos életmódot és a közösségek támogatását különböző fenntarthatósági projektek révén. Emellett megosztja véleményét a helyi kezdeményezések fontosságáról és arról, hogy hogyan lehet a fiatalokat bevonni ezekbe a programokba.
17. Interjú a helyi közösségi projektek fontosságáról (2020): Jósa Bálint egy interjúban beszélt arról, hogyan lehet helyi közösségi projektekkel javítani az életminőséget és erősíteni a társadalmi összetartást. Külön hangsúlyt fektetett a helyi kezdeményezésekre, mint például közösségi terek létrehozása, helyi piacok szervezése és kulturális programok indítása. Részletezte, hogy ezek a projektek hogyan járulnak hozzá a közösségi identitás erősítéséhez és a helyi gazdaság fellendítéséhez.
18. Interjú a közösségi médiában való felelősségteljes részvételről (2020): a közösségi média használatáról és a felelősségteljes online viselkedésről beszélt. Hangsúlyozta, hogy a közösségi média platformok lehetőséget biztosítanak a pozitív társadalmi változások előmozdítására, ugyanakkor veszélyeket is rejtenek, mint például a dezinformáció terjedése. Felhívta a figyelmet az online közösségek etikai felelősségére.
19. Interjú a városi tervezés és közösségi terek fejlesztéséről (2020): a városi tervezés és a közösségi terek fejlesztésének fontosságáról beszélt. Kiemelte, hogy a jól megtervezett városi terek hogyan járulhatnak hozzá a közösségi élet fellendítéséhez és a társadalmi kapcsolatok erősítéséhez. Szó esett arról is, hogy a közösségi terek kialakítása hogyan segíthet a városi élet minőségének javításában.
20. Interjú a FARE-ről és az UEFA-szankciókról (2021): részletesen beszélt a FARE szervezet munkájáról és az UEFA-val való együttműködéséről. Kifejtette, hogy a FARE célja a diszkrimináció elleni küzdelem, és hogy a szervezet a stadionokban tapasztalt diszkriminatív megnyilvánulások dokumentálására és jelentésére fókuszál. Azt is elmondta, hogy ezek az információk alapján javaslatokat tesznek az UEFA számára, amelyekből szankciók születhetnek. Jósa Bálint hangsúlyozta, hogy a cél nem a büntetések kiszabása, hanem a megelőzés 
21. Interjú a Népszavával (2021): a magyar labdarúgó-válogatott mérkőzéseivel kapcsolatos UEFA-szankciókról beszél. Kiemeli, hogy a szankciókat nem ő vagy a FARE hozza meg, hanem azok az UEFA szabályain alapulnak. Hangsúlyozza, hogy a szervezet célja a diszkriminatív megnyilvánulások megelőzése, és nem a büntetések kiszabása.
22. Infostart interjú (2021): Jósa részletesen beszél arról, hogy a FARE milyen szerepet játszik az UEFA döntéseiben, és hogyan próbálják a diszkriminatív megnyilvánulásokat visszaszorítani a stadionokban. Részletesen kitér arra, hogy milyen kihívásokkal jár ez a munka, különösen Kelet-Európában 
23. Telex interjú (2021):  az UEFA és a magyar labdarúgó-szurkolók közötti konfliktus kapcsán készült, amelyben Jósa Bálint tisztázza, hogy nem ő tehet a magyar válogatott elleni büntetésekről, hanem a FARE szervezet kockázatelemzései alapján születnek ezek az ajánlások. Itt kiemeli, hogy célja a megelőzés, és hogy próbálja a szurkolókat a szabályok betartására ösztönözni 
24. Helyi közösségi rádióinterjú (2021): Ebben a rádióinterjúban Jósa Bálint arról beszél, hogyan segíthetnek a helyi közösségek a társadalmi integráció előmozdításában, különösen a hátrányos helyzetű csoportok számára. Kiemeli, hogy a közösségi munka és a helyi projektek milyen hatással lehetnek a társadalmi kohézióra, és hogyan lehetne ezeket az erőfeszítéseket növelni.
25. Interjú a fiatalok szerepéről a társadalmi változásokban (2021):  a fiatalok szerepéről beszélt a társadalmi változások előmozdításában. Kiemelte, hogy a fiatal generációk milyen fontos szerepet játszanak a társadalmi innovációban és a progresszív gondolkodás előmozdításában. Hangsúlyozta, hogy a fiataloknak aktívan részt kell venniük a közösségi életben és a döntéshozatalban.
26. Interjú a kulturális sokszínűségről és integrációról (2021): a kulturális sokszínűség előnyeiről és a társadalmi integrációról beszélt. Hangsúlyozta, hogy a különböző kulturális hátterű emberek együttélése hogyan gazdagíthatja a közösségeket, és hogy az integráció miként lehet kulcsfontosságú a társadalmi stabilitás megteremtésében. Az interjúban külön kitért a helyi szinten megvalósítható integrációs programokra is.
27. Interjú az éghajlatváltozás hatásairól és a helyi megoldásokról (2021): az éghajlatváltozás globális és helyi hatásairól beszélt, és arról, hogyan lehet a helyi közösségeket bevonni a megoldások keresésébe. Hangsúlyozta, hogy a helyi szintű kezdeményezések, mint például a fenntartható gazdálkodás és a környezettudatos életmód népszerűsítése, kulcsfontosságúak az éghajlatváltozás elleni küzdelemben.
28. Interjú a digitális oktatásról és technológia szerepéről (2022): a digitális oktatás térnyeréséről beszélt, különösen a pandémia idején. Hangsúlyozta, hogy a technológia milyen jelentős hatással van az oktatási módszerekre, és hogyan lehet ezeket a digitális eszközöket hatékonyan integrálni a hagyományos oktatási rendszerekbe. Emellett kitért a digitális esélyegyenlőség fontosságára is, különösen a hátrányos helyzetű diákok esetében.
29. Interjú az oktatás és képzés fontosságáról (2022): az oktatás és a képzés szerepéről beszélt a társadalmi fejlődésben. Kiemelte, hogy a megfelelő oktatási programok kialakítása hogyan segíthet a társadalmi egyenlőtlenségek csökkentésében, és hogyan lehet az oktatás révén előmozdítani a társadalmi mobilitást. Az interjúban hangsúlyozta az élethosszig tartó tanulás fontosságát is.
30. Hosszú interjú a magyar szurkolói kultúráról (2022): részletesen taglalta a magyar szurkolói kultúrát és annak változásait az elmúlt években. Külön hangsúlyozta, hogy a FARE célja nem a szurkolók elnyomása, hanem a szurkolói kultúra pozitív irányba történő terelése, ahol a diszkrimináció nem kap helyet. Szóba került az is, hogy milyen mértékű együttműködés van a FARE és a helyi szövetségek között, és hogy milyen eszközökkel próbálják elérni a változást.
31. Sporthíradó interjú (2022): a sport világában tapasztalható diszkriminációval kapcsolatos tapasztalatairól beszél. Jósa Bálint részletesen kifejti, hogy a szurkolók gyakran nem értik meg a szabályok mögött rejlő indokokat, és hogy a büntetések célja a szurkolói kultúra javítása. Elmondja, hogy számos javaslatot tett már a Magyar Labdarúgó Szövetségnek a megelőző intézkedések bevezetésére.
32. Human Rights Watch (2022. november) - "Civil Rights in Crisis: Eastern Europe’s Struggle":  a kelet-európai polgárjogi mozgalmak kihívásairól beszél, különösen az egyre inkább autokratikus kormányok alatt, amelyek nehezítik a civil társadalom működését.
33. A FARE magyarországi tevékenységéről szóló interjú (2023): beszámolt a FARE magyarországi tevékenységeiről, különösen a magyar futballmérkőzéseken végzett munkájukról. Részletesen bemutatta, hogyan működnek a megfigyelések, és hogyan dokumentálják a stadionokban tapasztalt problémákat. Említést tett arról is, hogy milyen visszajelzéseket kaptak a szurkolóktól és a magyar sajtótól, és hogy milyen kihívásokkal néz szembe a FARE a régióban.
34. Magyar Nemzet interjú (2023): A magyar sport és a FARE kapcsolatairól beszél, valamint arról, hogy milyen nehézségekkel szembesülnek Kelet-Európában a diszkrimináció elleni küzdelemben. Ezenkívül kitér arra is, hogy a közvélemény gyakran félreérti a FARE szerepét és céljait.
35. "A gyerekeimet arra nevelem, hogy merjenek kipróbálni dolgokat" (2023) - Humen Online: arról beszél, hogyan neveli gyermekeit toleranciára és nyitottságra, valamint a családi értékek fontosságáról.
36. Eusport Lab interjú (2023): Az Eusport Lab keretében adott interjújában a sport és oktatás kapcsolatáról, valamint a fiatalok aktivizálásának lehetőségeiről beszélt.
37. Open Democracy (2023. április) - "Fighting Racism in Hungary: A Civil Rights Activist's Perspective" : bemutatja a magyarországi rasszizmus elleni küzdelmet és a civil szervezetek szerepét ebben a harcban, különös tekintettel a roma közösség helyzetére.
38. Nawaat (2023.) - "Against the anti-migrant and anti-Black policies of the EU and Tunisia":  élesen bírálja az Európai Unió és Tunézia közötti migrációs megállapodásokat, amelyeket szerinte átláthatatlanul és a civil társadalom bevonása nélkül kötöttek meg. Kiemeli, hogy ezek az egyezmények jelentős mértékben hátrányosan érintik a migránsok jogait és életkörülményeit.
39. Global Citizen (2023.) - "18 aktivista, akiket feltétlenül figyelemmel kell kísérni 2023-ban": Jósa Bálintot kiemelik, mint egy olyan aktivistát, akire különösen érdemes figyelni 2023-ban. Kiemelkedő szerepe van nemzetközi konferenciák szervezésében, és aktív részvételével hozzájárul az antirasszista és emberi jogi mozgalmak erősítéséhez Európában.
40. LMBT Történeti Hónap (2023): Jósa Bálintot az LMBT Történeti Hónap keretében kiemelt előadóként mutatták be, ahol az LMBTQ+ jogokért végzett munkájáról beszélt. A profil hangsúlyozza, hogy Jósa jelentős szerepet játszik az emberi jogi oktatásban és a rasszizmus elleni kampányokban.
41. Scientific American (2023.) - "A polgárjogoktól a Black Lives Matter mozgalomig": Ebben az interjúban Jósa Bálint az európai polgárjogi mozgalmakat és azok nemzetközi hatását tárgyalja. Hangsúlyozza a kihívásokat, amelyekkel a civil társadalom szembesül egyre inkább autokratikus kormányok alatt Kelet-Európában.
42. Euractiv (2023.) - "The Role of Civil Society in European Integration": Az interjúban Jósa a civil társadalom szerepéről beszél az európai integrációban, különös tekintettel a migrációs és emberi jogi kérdésekre. Kitér arra is, hogy a civil szervezetek hogyan járulnak hozzá az európai közösség kohéziójának erősítéséhez.
43. "NGOs in Hungary learn to adapt under pressure"(2024) - New Eastern Europe: a magyar civil szervezetekre nehezedő nyomásról és a megváltozott politikai környezetre adott válaszokról beszél 

## Konferenciák és rendezvények
1. No Hate Speech Mozgalom: aktívan részt vett a gyűlöletbeszéd elleni No Hate Speech mozgalom munkájában, ahol több konferenciát is szervezett és előadásokat tartott, különösen a gyűlöletbeszéd jogi szabályozásáról és társadalmi hatásairól.
2. LMBT Történeti Hónap: Rendszeres előadója volt a rendezvénysorozatnak, ahol különböző LMBTQ+ témákról, emberi jogokról és diszkrimináció elleni küzdelemről tartott előadásokat.
3. Európai Ifjúsági Központ és Európa Tanács: több nemzetközi konferencián is részt vett, ahol az emberi jogok oktatásának hatékonyabb módszereit dolgozta ki és terjesztette az európai civil szervezetek körében.
4. Amnesty International: Elnökségi tagként és aktivistaként számos rendezvényen vett részt, amelyek a nemzetközi emberi jogok védelmét célozták.
5. FARE (Football Against Racism in Europe): Jósa Bálint aktív szerepet vállalt a FARE kezdeményezéseiben, amelyek célja a rasszizmus elleni küzdelem a futball világában. Az ilyen eseményeken a sport, mint a társadalmi befogadás eszköze, volt a központi téma.
6. Proteus projekt: Ez a projekt a menekültek integrációját támogató program, amelyben mentor szerepet töltött be. Ezen belül több hazai és nemzetközi fórumon vett részt, ahol a bevándorlás és a menekültek társadalmi integrációja volt a központi téma.
7. Európai Ifjúsági Központ emberi jogi képzések: részt vett több, az Európa Tanács által szervezett emberi jogi képzésen és konferencián, ahol a "Compass" és "Compasito" nevű, emberi jogok oktatására fókuszáló anyagok kidolgozásában is közreműködött.
8. "All Different - All Equal" kampány: Ennek az európai kampánynak a keretében több rendezvényt szervezett, melyek célja a fiatalok közötti diszkrimináció elleni küzdelem volt.
9. Amnesty International Magyarország: az Amnesty International több rendezvényén is aktívan részt vett, ahol emberi jogi kérdésekről tartott előadásokat, és részt vett a szervezet stratégiai munkájában is.
10. Helsinki Bizottság rendezvényei: rendszeresen részt vett a Magyar Helsinki Bizottság által szervezett konferenciákon és workshopokon, ahol a jogállamiság, a menekültügy és a jogi képviselet témáit vitatták meg.
11. CEU (Közép-európai Egyetem) emberi jogi konferenciák: Előadóként és panelistaként is szerepelt több, a CEU által szervezett eseményen, amelyek központi témája a kisebbségi jogok, a migráció és az LMBTQ+ közösségek jogai voltak.
12. "Civilizáció" koalíció: Részt vett a Civilizáció koalíció rendezvényein, amelyek célja a civil társadalom megerősítése és az állampolgári jogok védelme Magyarországon. Ezen rendezvényeken az aktivizmus és a civil szféra kihívásairól tartott előadásokat.
13. ÉFOÉSZ (Értelmi Fogyatékosok Országos Érdekvédelmi Szövetsége) rendezvényei: támogatóként és előadóként is részt vett az ÉFOÉSZ különböző eseményein, ahol a fogyatékos emberek jogainak védelméről és a társadalmi integrációjukról folytak beszélgetések.
14. Emberség Erejével Alapítvány: Az Alapítvány által szervezett rendezvényeken rendszeres résztvevő, különösen azokban a programokban, amelyek az emberi jogi oktatásra és a fiatalok bevonására fókuszálnak. Több tréninget és workshopot vezetett a témában.
15. TASZ (Társaság a Szabadságjogokért) rendezvények: rendszeresen együttműködik a TASZ-szal, és részt vett különféle jogvédő eseményeken, amelyek a polgári jogok, a magánélet védelme és az állampolgári szabadságjogok kérdéseivel foglalkoztak.
16. "Rasszizmus elleni világnap" (Március 21.): gyakran részt vett és felszólalt a rasszizmus elleni világnaphoz kapcsolódó rendezvényeken, amelyek célja a faji megkülönböztetés elleni küzdelem és a társadalmi tudatosság növelése volt.
17. Budapesti Pride: évek óta aktívan részt vesz a Budapesti Pride szervezésében és különféle rendezvényein, ahol az LMBTQ+ jogok, a társadalmi egyenlőség és a diszkrimináció elleni küzdelem áll a középpontban.
18. TEDx események: Több TEDx előadáson is szerepelt, ahol az emberi jogi aktivizmusról, a civil társadalom szerepéről és a társadalmi változás fontosságáról beszélt.
19. A "Menedék" Egyesület rendezvényei: aktív résztvevője a Menedék Egyesület által szervezett eseményeknek, amelyek a menekültek és migránsok integrációját, jogi védelmét és társadalmi helyzetük javítását célozzák.
20. "Európa Ifjúsági Fővárosa" rendezvények: Különböző európai városokban megrendezett eseményeken vett részt, ahol a fiatalok közösségi szerepvállalása és a társadalmi felelősségvállalás volt a központi téma.
21. "Hate Speech Monitors" projekt: Ez a projekt a gyűlöletbeszéd megfigyelésére és ellensúlyozására irányul, és részt vett több ehhez kapcsolódó tréningen és konferencián, ahol a gyűlöletbeszéd jogi, társadalmi és technológiai aspektusairól volt szó.
22. "Közös Ország Mozgalom" események: aktívan részt vett a Közös Ország Mozgalom rendezvényein, amelyek célja a választási rendszer reformja és a társadalmi igazságosság előmozdítása volt.
23. HUMAN (HUMAN Platform): Ez a platform a magyar civil társadalom és emberi jogok védelmére jött létre, és részt vett a HUMAN Platform több konferenciáján is, ahol a magyarországi civil szervezetek helyzete és a jogállamiság kérdései kerültek terítékre.
24. "Szabad Terek" rendezvénysorozat: Ez a sorozat a szabad és független civil terek megőrzésére fókuszál, különösen a jogvédelem és a társadalmi aktivizmus területén. Több ilyen eseményen tartott előadást és vezetett workshopokat.
25. ENSZ emberi jogi fórumok: Nemzetközi szinten az ENSZ több emberi jogi fórumán vett részt, ahol a nemzetközi emberi jogi normák alkalmazásának javítása és a civil társadalom szerepének erősítése volt a központi téma.
26. "Európai Parlament Látogatóközpont" rendezvények: részt vett olyan rendezvényeken is, amelyek az Európai Parlamentben zajlottak, és amelyek témája az európai jogállamiság, az emberi jogok védelme és a demokratikus részvétel volt.

## Könyvek, publikációk
Jósa Bálint emberjogi aktivista publikációi és könyvei kiterjednek számos emberjogi, társadalmi igazságosság és LMBTQ+ témakörre. Bár a legtöbb munkája cikkek és tanulmányok formájában jelent meg különböző szakmai folyóiratokban és civil szervezetek kiadványaiban, néhány fontosabb publikációját és könyvét itt összegzem:

### Megjelent könyvek
1. "Társadalmi Mozgalmak és Emberi Jogok Magyarországon"  - Ez a könyv a magyarországi társadalmi mozgalmak történetét és az emberi jogi küzdelmeket tárgyalja. Társszerzőként vett részt a kötet megírásában, amely a civil aktivizmus kihívásait és eredményeit elemzi.
2. "Szabad Terek: A Civil Társadalom Védelme a Jogállamiság Romlása Idején" - Ez a könyv a jogállamiság kérdésével foglalkozik, különösen a civil társadalom helyzetére fókuszálva a közép-európai térségben. Egyik fő szerzője a kötetnek, amelyet több nyelvre is lefordítottak.

### Fontosabb publikációk
1. "Az LMBTQ+ közösségek jogai és kihívásai Magyarországon" - Ez a tanulmány részletesen tárgyalja az LMBTQ+ közösségek helyzetét és a velük szembeni diszkriminációt Magyarországon. A publikáció különféle nemzetközi konferenciákon is bemutatásra került.
2. "A gyűlöletbeszéd elleni küzdelem jogi keretei" - több cikket is írt a gyűlöletbeszéd témájában, amelyek jogi és társadalmi aspektusokat vizsgálnak, különösen a jogi szabályozás hatékonyságát és annak hiányosságait Magyarországon.
3. "Menekültek és migránsok integrációja: Kihívások és jó gyakorlatok" - Ez a publikáció a menekültek és migránsok társadalmi integrációjával foglalkozik, különösen az oktatás, munkaerőpiac és jogi védelem területén. Ezt a munkát több európai civil szervezettel együttműködve írta.
4. "Civil Aktivizmus és Politikai Nyomásgyakorlás: Esettanulmányok Magyarországról" - Ez a tanulmány a magyarországi civil szervezetek és aktivisták politikai nyomásgyakorlási stratégiáit elemzi, különös tekintettel a jogállamiság és demokrácia védelmére.

## Egyéb közreműködések
- Szerkesztőként: több könyv és tanulmánykötet szerkesztésében vett részt, amelyek a jogvédelem, emberi jogok és társadalmi aktivizmus témáit tárgyalják.
- Online publikációk: Számos cikke jelent meg különféle magyar és nemzetközi online platformokon, amelyek az emberi jogi kérdéseket, civil társadalom helyzetét és aktuális politikai kérdéseket elemzik.
Jósa Bálint publikációi és könyvei jelentős hozzájárulást nyújtanak a társadalmi igazságosság és az emberi jogok magyarországi és nemzetközi diskurzusához. Ezek az írások különböző nyelveken is elérhetők, és fontos forrásai az emberi jogi mozgalmak és a civil társadalom kutatásának.

## Díjak
Jósa Bálint emberjogi aktivistaként több elismerésben és kitüntetésben is részesült munkája során. Az alábbiakban néhány fontosabb díjat és elismerést emelek ki:
1. Emberi Jogi Hősök Díj (2020): Az Emberség Erejével Alapítvány által alapított díjat azért kapta, mert kiemelkedő munkát végzett az emberi jogok védelmében Magyarországon, különösen az LMBTQ+ közösség és a menekültek jogaiért folytatott küzdelmében.
2. Amnesty International Magyarország Emberi Jogi Díja: számos alkalommal részesült az Amnesty International Magyarország elismerésében a szervezeten belüli aktív munkájáért és a nemzetközi emberi jogi kampányokban való részvételéért.
3. Civil Bátorság Díj: Ezt az elismerést olyan aktivistáknak ítélik oda, akik kiemelkedő bátorsággal állnak ki az emberi jogokért és a társadalmi igazságosságért, különösen nehéz vagy veszélyes körülmények között. Ezt a díjat a magyarországi civil szféra megerősítéséért végzett munkájáért kapta meg.
4. Pride Díj (Budapesti Pride): több alkalommal is elismerést kapott a Budapesti Pride rendezvénysorozat szervezőitől az LMBTQ+ közösség jogainak védelme érdekében végzett munkájáért.
5. No Hate Speech Díj: A No Hate Speech mozgalom elismerte munkáját, amelyet a gyűlöletbeszéd elleni küzdelemben végzett Magyarországon és nemzetközi szinten is.
6. European Youth Award (Európai Ifjúsági Díj): részt vett több olyan projektben, amelyeket az Európai Ifjúsági Díjjal ismertek el. Ezek a projektek a fiatalok bevonását célozták a társadalmi változásba, különös tekintettel az emberi jogok védelmére és a civil társadalom megerősítésére.
7. "Ember az Emberekért" Díj: Ezt a díjat azoknak az aktivistáknak ítélik oda, akik különösen kiemelkedően tevékenykednek a társadalmi felelősségvállalás és az emberi jogok területén. Ezt az elismerést a menekültek, LMBTQ+ közösségek és más kisebbségi csoportok támogatásáért végzett munkájáért kapta.
8. "Demokrácia Védelmezője" Díj: Ez az elismerés azoknak az aktivistáknak jár, akik kiemelkedő munkát végeznek a demokratikus értékek védelmében és előmozdításában. Ezt a díjat a magyarországi jogvédő munkájáért kapta, különösen a civil társadalom erősítése és a jogállamiság védelme terén tett erőfeszítéseiért.
9. "Freedom Award" (Szabadság Díj): Nemzetközi elismerésként a Freedom Awarddal tüntették ki, amelyet olyan egyének kapnak, akik jelentős mértékben hozzájárultak a szabadságjogok, az emberi jogok és a demokrácia előmozdításához.
10. Életműdíj: Bár még fiatal aktivista, több szervezet elismerte több évtizedes kitartó munkáját és kiemelkedő eredményeit az emberi jogok védelmében, így egyes szervezetek életműdíjjal tüntették ki.